# فیلم‌شناسی هارولد لوید

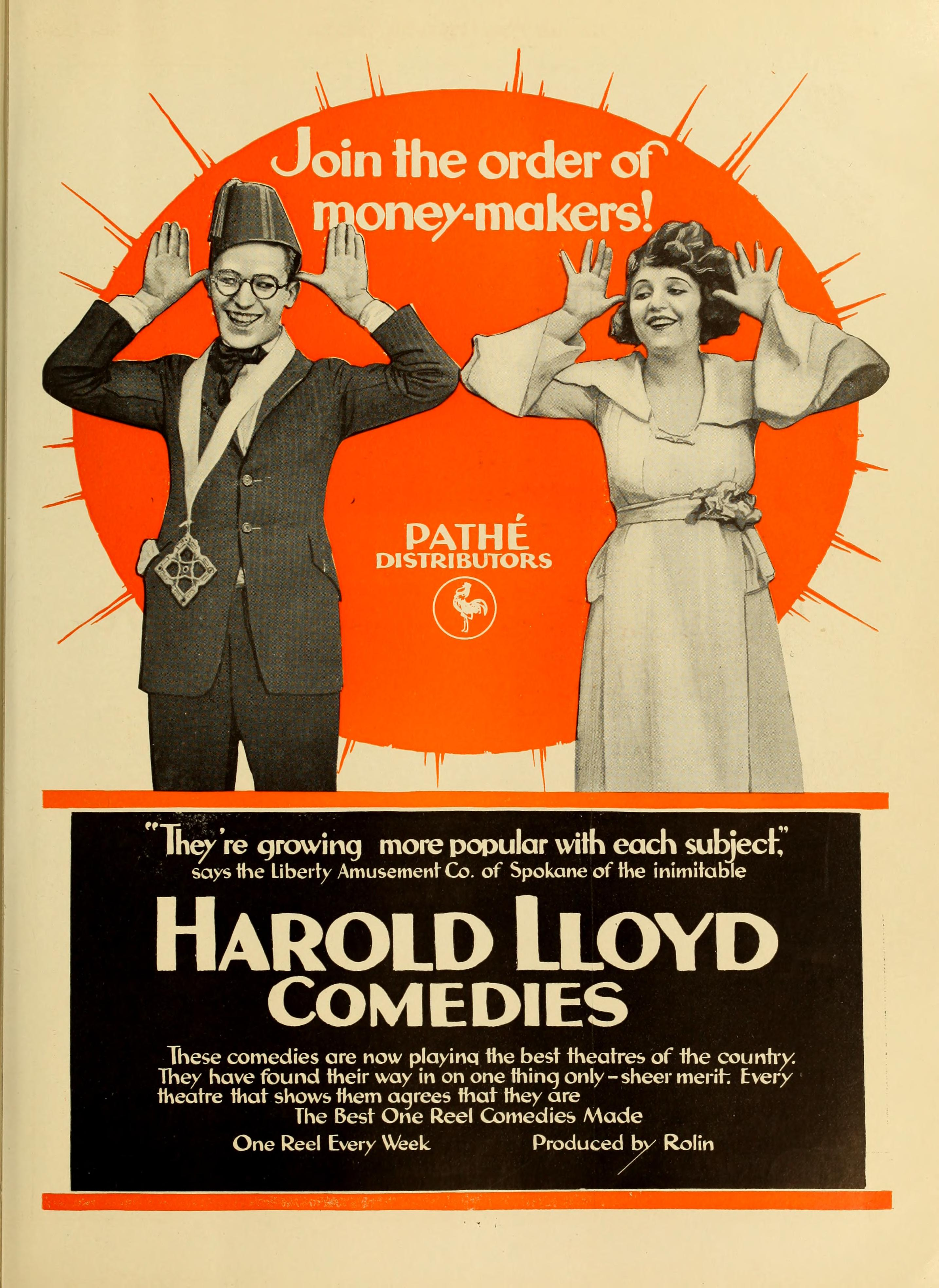
پوستر تبلیغاتی برای «کمدی‌های هارولد لوید» (۱۹۱۹)

در صفحهٔ حاضر، تمامی فیلم‌های کمدین و بازیگر آمریکایی هارولد لوید (۱۹۷۱–۱۸۹۳) گردآوری شده‌است. فیلم‌های کمدی هارولد لوید در دوران فیلم‌های صامت بسیار اثرگذار و موفق بودند.
بسیاری از این فیلم‌ها از مجموعه آرشیو شخصی لوید و آرشیوهای گوناگونی در سراسر جهان به‌دست آمده‌است. برخی از آنها نیز بر روی دی‌وی‌دی یا دیسک بلوری در دسترس هستند. نگاتیوهای بسیاری از فیلم‌های کوتاه اولیه لوید در جریان یک آتش‌سوزی در املاک او در سال ۱۹۴۳ از بین رفتند. این تلفات شامل پنج فیلم از شش فیلم مجموعه «ویلی ورک»، ۵۳ فیلم از ۶۷ فیلم «لوک تنها» و ۱۵ فیلم از ۸۱ فیلم‌های تک‌حلقه‌ای پرسوناژ «عینکی» می‌شد. تمام فیلم‌های هارولد لوید پس از دردسر برادوی (۱۹۱۹)، به شکل کامل در آرشیوهای گوناگون موجود است. او فیلم‌های بلند خود را با دقت حفظ کرد و این فیلم‌ها امروزه در شرایط عالی موجود هستند. تمامی فیلم‌ها به ترتیب تاریخ اکران فهرست شده‌اند.

## فیلم‌های اولیه

### ۱۹۱۳
در بیشتر فیلم‌های اولیه لوید، او در نقش مکمل فرعی ظاهر شده یا آنکه نامش به‌طور کلی در عنوان بندی فیلم نیامده است.
| شماره | نام فیلم                 | تاریخ انتشار   | کارگردان         | وضعیت موجودی فیلم |
| ----- | ------------------------ | -------------- | ---------------- | ----------------- |
| ۱.    | داستان راهب پیر          | ۱۵ فوریه ۱۹۱۳  | جی. سرل داولی    | موجود             |
| ۲.    | کوپیدو در مطب دندان‌پزشکی | ۲ مارس ۱۹۱۳    | مک سنت           | نامشخص            |
| ۳.    | رفیق شفیق او، بارون      | ۱۲ مارس ۱۹۱۳   | هنری لرمن        | نامشخص            |
| ۴.    | اَلجی در نیروهای پلیس     | ۲۸ مارس ۱۹۱۳   | هنری لرمن        | نامشخص            |
| ۵.    | دوازدهمین عضو هیئت منصفه | ۱۹ آوریل ۱۹۱۳  | جورج لسی         | نامشخص            |
| ۶.    | هولدا اهل هلند           | ۲۱ آوریل ۱۹۱۳  | جی. سیرل داولی   | نامشخص            |
| ۷.    | روری در تالاب گرفتاری‌ها  | ۲۰ دسامبر ۱۹۱۳ | جی. فارل مک‌دانلد | نامشخص            |

### ۱۹۱۴
| شماره | نام فیلم            | تاریخ انتشار    | کارگردان                      | وضعیت موجودی فیلم |
| ----- | ------------------- | --------------- | ----------------------------- | ----------------- |
| ۹.    | میان آتش و عشق      | ۲۳ فوریه ۱۹۱۴   | جرج نیکلوز                    | نامشخص            |
| ۱۰.   | دستورهای مهروموم‌شده | ۳۰ مارس ۱۹۱۴    | نامشخص                        | نامشخص            |
| ۱۱.   | سامسون              | ۳۰ آوریل ۱۹۱۴   | جی. فارل مک‌دانلد              | نامشخص            |
| ۱۲.   | عاشقان سَـندهیل      | ۱۵ ژوئن ۱۹۱۴    | نامشخص                        | نامشخص            |
| ۱۳.   | دختر چهل‌تکه شهر آز  | ۲۹ سپتامبر ۱۹۱۴ | جی. فارل مک‌دانلد              | موجود             |
| ۱۴.   | آنان نفرین کردند    | ۵ نوامبر ۱۹۱۴   | دِل هندرسون                    | موجود             |
| ۱۵.   | قلبش، دستش، شمشیرش  | ۹ نوامبر ۱۹۱۴   | جرج پی. همیلتون لورمیر جانسون | نامشخص            |

### ۱۹۱۵
| شماره | نام فیلم                      | تاریخ انتشار   | کارگردان                      | وضعیت موجودی فیلم |
| ----- | ----------------------------- | -------------- | ----------------------------- | ----------------- |
| ۱۶.   | آشفتگی عشقی هوگان             | ۱۳ فوریه ۱۹۱۵  | چارلز آوری                    | موجود             |
| ۱۷.   | عشق، چپاول و تصادف            | ۲۴ آوریل ۱۹۱۵  | نیک کاگلی                     | موجود             |
| ۱۸.   | تظاهر اجتماعی آن‌ها            | ۲۶ آوریل ۱۹۱۵  | آروید ئی. گیلستورم چارلز آوری | موجود             |
| ۱۹.   | عشاق کنار دریای دوشیزه چاقالو | ۱۵ مه ۱۹۱۵     | راسکو آرباکل                  | موجود             |
| ۲۰.   | از سواحل ایتالیا              | ۱۹ مه ۱۹۱۵     | اوتیس ترنر                    | نامشخص            |
| ۲۱.   | کلاهبرداران دادگاه            | ۵ ژوئیه ۱۹۱۵   | چارلز پاروت                   | موجود             |
| ۲۲.   | یک دزد دریایی زیرآبی          | ۱۴ نوامبر ۱۹۱۵ | چارلز آوری سیدنی چاپلین       | موجود             |
| ۲۳.   | ماجراهای جدید ترنس اورورک     | ۴ دسامبر ۱۹۱۵  | اوتیس ترنر                    | نامشخص            |

## مجموعه‌فیلم‌های «ویلی وُرک»

### ۱۹۱۵
| شماره | نام فیلم                     | تاریخ انتشار   | کارگردان | وضعیت موجودی فیلم |
| ----- | ---------------------------- | -------------- | -------- | ----------------- |
| ۱.    | ویلی پارک را اداره می‌کند     | ۲ ژانویه ۱۹۱۵  | هال روچ  | فیلم گمشده        |
| ۲.    | ورای خوش‌باورانه‌ترین امیدهایش | ۳۰ ژانویه ۱۹۱۵ | هال روچ  | فیلم گمشده        |
| ۳.    | برش‌های بسیار کوتاه مو        | ۳۰ ژانویه ۱۹۱۵ | هال روچ  | فیلم گمشده        |
| ۴.    | پیت، شاگرد چاپلوس            | ۳۰ ژانویه ۱۹۱۵ | هال روچ  | فیلم گمشده        |
| ۵.    | واقعاً دیوانه                 | ۱۹ آوریل ۱۹۱۵  | هال روچ  | موجود             |
| ۶.    | بازیگران مشتاق               | ۱۷ ژوئن ۱۹۱۵   | هال روچ  | فیلم گمشده        |

## مجموعه‌فیلم‌های «لوک تنها»

### ۱۹۱۵
| شماره | نام فیلم                    | تاریخ انتشار    | کارگردان | وضعیت موجودی فیلم |
| ----- | --------------------------- | --------------- | -------- | ----------------- |
| ۱.    | اسپیت‌بال سِـیدی              | ۳۱ ژوئیه ۱۹۱۵   | هال روچ  | فیلم گمشده        |
| ۲.    | بسی پرافاده                 | ۲۸ اوت ۱۹۱۵     | هال روچ  | فیلم گمشده        |
| ۳.    | یک شلم‌شوربا به‌خاطر میزی     | ۶ سپتامبر ۱۹۱۵  | هال روچ  | فیلم گمشده        |
| ۴.    | دلبر محشر                   | ۲۰ سپتامبر ۱۹۱۵ | هال روچ  | فیلم گمشده        |
| ۵.    | دانشجوی روستایی تازه‌وارد    | ۴ اکتبر ۱۹۱۵    | هال روچ  | فیلم گمشده        |
| ۶.    | عصبی کردن آنان              | ۱ نوامبر ۱۹۱۵   | هال روچ  | موجود             |
| ۷.    | چمدان‌برهای هتل باگ‌هاوس      | ۸ نوامبر ۱۹۱۵   | هال روچ  | فیلم گمشده        |
| ۸.    | سرهم‌بندی مشکلات             | ۱۷ نوامبر ۱۹۱۵  | هال روچ  | فیلم گمشده        |
| ۹.    | خوشی موقت                   | ۲۴ نوامبر ۱۹۱۵  | هال روچ  | فیلم گمشده        |
| ۱۰.   | تصاویر لحظه‌ای رگتایم        | ۱ دسامبر ۱۹۱۵   | هال روچ  | فیلم گمشده        |
| ۱۱.   | یک دست‌وپاچلفتی در زمین گلف  | ۸ دسامبر ۱۹۱۵   | هال روچ  | فیلم گمشده        |
| ۱۲.   | ترفند، شعر و لوطی‌های محل    | ۱۵ دسامبر ۱۹۱۵  | هال روچ  | فیلم گمشده        |
| ۱۳.   | شوخی‌های عجیب و غریب بیماران | ۲۲ دسامبر ۱۹۱۵  | هال روچ  | موجود             |
| ۱۴.   | لوک تنها، گانگستر خوش‌مشرب   | ۲۹ دسامبر ۱۹۱۵  | هال روچ  | فیلم گمشده        |

### ۱۹۱۶
| شماره | نام فیلم                         | تاریخ انتشار    | کارگردان | وضعیت موجودی فیلم |
| ----- | -------------------------------- | --------------- | -------- | ----------------- |
| ۱۵.   | لوکِ تنها، به ادبیات روی می‌آورد   | ۵ ژانویه ۱۹۱۶   | هال روچ  | فیلم گمشده        |
| ۱۶.   | لوک، بارها را کشان کشان می‌برد    | ۱۰ ژانویه ۱۹۱۶  | هال روچ  | فیلم گمشده        |
| ۱۷.   | لوکِ تنها، غرق در تجمل است        | ۱۹ ژانویه ۱۹۱۶  | هال روچ  | فیلم گمشده        |
| ۱۸.   | لوک، قناد شیاد                   | ۳۱ ژانویه ۱۹۱۶  | هال روچ  | موجود             |
| ۱۹.   | لوک نقشه تبه‌کار را خنثی می‌کند    | ۱۶ فوریه ۱۹۱۶   | هال روچ  | فیلم گمشده        |
| ۲۰.   | لوک و گردن‌کلفت‌های روستایی        | ۱ مارس ۱۹۱۶     | هال روچ  | موجود             |
| ۲۱.   | لوک خوشگل‌ها را دید می‌زند         | ۱۵ مارس ۱۹۱۶    | هال روچ  | فیلم گمشده        |
| ۲۲.   | لوکِ تنها، سلطان سیرک             | ۲۹ مارس ۱۹۱۶    | هال روچ  | فیلم گمشده        |
| ۲۳.   | بدل لوک                          | ۱۲ آوریل ۱۹۱۶   | هال روچ  | فیلم گمشده        |
| ۲۴.   | آن روزهای خوش کودکی              | ۲۶ آوریل ۱۹۱۶   | هال روچ  | فیلم گمشده        |
| ۲۵.   | لوک و تروریست‌ها                  | ۸ مه ۱۹۱۶       | هال روچ  | فیلم گمشده        |
| ۲۶.   | لوک و دردسرهای رستوران           | ۲۲ مه ۱۹۱۶      | هال روچ  | فیلم گمشده        |
| ۲۷.   | لوک پیروز می‌شود                  | ۵ ژوئن ۱۹۱۶     | هال روچ  | فیلم گمشده        |
| ۲۸.   | خودروی قراضه و خطرناک لوک        | ۱۹ ژوئن ۱۹۱۶    | هال روچ  | فیلم گمشده        |
| ۲۹.   | اختلاط اجتماعی لوک               | ۲۶ ژوئن ۱۹۱۶    | هال روچ  | فیلم گمشده        |
| ۳۰.   | انتظار پرشستشوی لوک              | ۳ ژوئیه ۱۹۱۶    | هال روچ  | فیلم گمشده        |
| ۳۱.   | لوک با بی‌ملاحظگی رفتار می‌کند     | ۱۰ ژوئیه ۱۹۱۶   | هال روچ  | فیلم گمشده        |
| ۳۲.   | لوک، فال‌بین                      | ۲۴ ژوئیه ۱۹۱۶   | هال روچ  | موجود             |
| ۳۳.   | کودک گمشده لوک                   | ۷ اوت ۱۹۱۶      | هال روچ  | فیلم گمشده        |
| ۳۴.   | لوک به تفرجگاه می‌رود             | ۲۱ اوت ۱۹۱۶     | هال روچ  | فیلم گمشده        |
| ۳۵.   | لوک به نیروی دریایی می‌پیوندد     | ۳ سپتامبر ۱۹۱۶  | هال روچ  | موجود             |
| ۳۶.   | لوک و پریان دریا                 | ۱۷ سپتامبر ۱۹۱۶ | هال روچ  | فیلم گمشده        |
| ۳۷.   | زندگی باشگاهی پرشتاب لوک         | ۱ اکتبر ۱۹۱۶    | هال روچ  | فیلم گمشده        |
| ۳۸.   | لوک و اسب‌های مسابقه              | ۱۵ اکتبر ۱۹۱۶   | هال روچ  | موجود             |
| ۳۹.   | لوک، راننده تاکسی                | ۲۹ اکتبر ۱۹۱۶   | هال روچ  | فیلم گمشده        |
| ۴۰.   | آماده‌سازی‌های لوک برای آماده بودن | ۵ نوامبر ۱۹۱۶   | هال روچ  | فیلم گمشده        |
| ۴۱.   | لوک، گلادیاتور                   | ۱۵ نوامبر ۱۹۱۶  | هال روچ  | فیلم گمشده        |
| ۴۲.   | لوک، فراهم‌کننده بیمار            | ۱۹ نوامبر ۱۹۱۶  | هال روچ  | فیلم گمشده        |
| ۴۳.   | اخبار جانانهٔ لوک                 | ۲۶ نوامبر ۱۹۱۶  | هال روچ  | فیلم گمشده        |
| ۴۴.   | نابسامانی سینمایی لوک            | ۳ دسامبر ۱۹۱۶   | هال روچ  | موجود             |
| ۴۵.   | لوک، جعل‌کنندهٔ هویت               | ۱۰ دسامبر ۱۹۱۶  | هال روچ  | فیلم گمشده        |
| ۴۶.   | آتش‌بازی‌های ناکام لوک             | ۱۷ دسامبر ۱۹۱۶  | هال روچ  | فیلم گمشده        |
| ۴۷.   | لوک اموال چپاول‌شده را پیدا می‌کند | ۲۴ دسامبر ۱۹۱۶  | هال روچ  | موجود             |
| ۴۸.   | خواب پراکندهٔ لوک                 | ۳۱ دسامبر ۱۹۱۶  | هال روچ  | موجود             |

### ۱۹۱۷
| شماره | نام فیلم                           | تاریخ انتشار    | کارگردان | وضعیت موجودی فیلم |
| ----- | ---------------------------------- | --------------- | -------- | ----------------- |
| ۴۹.   | آزادی از دست‌رفته لوک               | ۷ ژانویه ۱۹۱۷   | هال روچ  | فیلم گمشده        |
| ۵۰.   | روز پرمشغله لوک                    | ۲۱ ژانویه ۱۹۱۷  | هال روچ  | فیلم گمشده        |
| ۵۱.   | دردسرهای لوک در تراموا             | ۴ فوریه ۱۹۱۷    | هال روچ  | فیلم گمشده        |
| ۵۲.   | لوک تنها، وکیل مدافع               | ۱۸ فوریه ۱۹۱۷   | هال روچ  | فیلم گمشده        |
| ۵۳.   | لوک دل لیدی فیر را می‌رباید         | ۲۵ فوریه ۱۹۱۷   | هال روچ  | فیلم گمشده        |
| ۵۴.   | زندگی پر جنب‌وجوش لوک تنها          | ۱۸ مارس ۱۹۱۷    | هال روچ  | فیلم گمشده        |
| ۵۵.   | لوک تنها در تین کن الی             | ۱۵ آوریل ۱۹۱۷   | هال روچ  | موجود             |
| ۵۶.   | ماه عسل لوک تنها                   | ۲۰ مه ۱۹۱۷      | هال روچ  | فیلم گمشده        |
| ۵۷.   | لوک تنها، لوله‌کش                   | ۱۷ ژوئن ۱۹۱۷    | هال روچ  | فیلم گمشده        |
| ۵۸.   | صبر کن! لوک! گوش کن!               | ۱۵ ژوئیه ۱۹۱۷   | هال روچ  | فیلم گمشده        |
| ۵۹.   | لوک تنها، پیک                      | ۵ اوت ۱۹۱۷      | هال روچ  | موجود             |
| ۶۰.   | لوک تنها، تعمیرکار خودرو           | ۱۹ اوت ۱۹۱۷     | هال روچ  | فیلم گمشده        |
| ۶۱.   | زنان سرکش لوک تنها                 | ۲ سپتامبر ۱۹۱۷  | هال روچ  | موجود             |
| ۶۲.   | لوک تنها، بیمارانش را از دست می‌دهد | ۱۶ سپتامبر ۱۹۱۷ | هال روچ  | فیلم گمشده        |
| ۶۳.   | از یک قماش                         | ۷ اکتبر ۱۹۱۷    | هال روچ  | فیلم گمشده        |
| ۶۴.   | از لارامی به لندن                  | ۲۱ اکتبر ۱۹۱۷   | هال روچ  | فیلم گمشده        |
| ۶۵.   | عشق، خنده و هیجان                  | ۴ نوامبر ۱۹۱۷   | هال روچ  | فیلم گمشده        |
| ۶۶.   | حکم، گشنیز است                     | ۱۸ نوامبر ۱۹۱۷  | هال روچ  | موجود             |
| ۶۷.   | ما هرگز نمی‌خوابیم                  | ۲ دسامبر ۱۹۱۷   | هال روچ  | فیلم گمشده        |

## پرسوناژ «عینکی» (جوانک عینکی): فیلم‌های کوتاه تک حلقه‌ای

### ۱۹۱۷
| شماره | نام فیلم                 | تاریخ انتشار    | کارگردان                     | وضعیت موجودی فیلم |
| ----- | ------------------------ | --------------- | ---------------------------- | ----------------- |
| ۱.    | آن طرف حصار              | ۹ سپتامبر ۱۹۱۷  | هارولد لوید جی. فارل مک‌دانلد | موجود             |
| ۲.    | دُزدزده                   | ۲۳ سپتامبر ۱۹۱۷ | گیلبرت پرت                   | موجود             |
| ۳.    | در کنار امواج غم‌زده دریا | ۳۰ سپتامبر ۱۹۱۷ | آلفرد جی. گلدینگ             | موجود             |
| ۴.    | بلیس                     | ۱۴ اکتبر ۱۹۱۷   | آلفرد جی. گلدینگ             | موجود             |
| ۵.    | رینبو آیلند              | ۲۸ اکتبر ۱۹۱۷   | گیلبرت پرت                   | موجود             |
| ۶.    | لاس                      | ۱۱ نوامبر ۱۹۱۷  | گیلبرت پرت                   | موجود             |
| ۷.    | همه سرنشینان             | ۲۵ نوامبر ۱۹۱۷  | آلفرد جی. گلدینگ             | موجود             |
| ۸.    | حرکت کن                  | ۹ دسامبر ۱۹۱۷   | گیلبرت پرت                   | موجود             |
| ۹.    | خجالتی                   | ۲۳ دسامبر ۱۹۱۷  | آلفرد جی. گلدینگ             | موجود             |
| ۱۰.   | زودباش                   | ۳۰ دسامبر ۱۹۱۷  | آلفرد جی. گلدینگ             | موجود             |

### ۱۹۱۸
| شماره | نام فیلم                      | تاریخ انتشار    | کارگردان               | وضعیت موجودی فیلم |
| ----- | ----------------------------- | --------------- | ---------------------- | ----------------- |
| ۱۱.   | اطلاع محرمانه                 | ۶ ژانویه ۱۹۱۸   | گیلبرت پرت             | موجود             |
| ۱۲.   | ایده بزرگ                     | ۲۰ ژانویه ۱۹۱۸  | گیلبرت پرت             | موجود             |
| ۱۳.   | مظلوم و بی‌آزار                | ۳ فوریه ۱۹۱۸    | گیلبرت پرت هارولد لوید | فیلم گمشده        |
| ۱۴.   | دوباره بزنش                   | ۱۷ فوریه ۱۹۱۸   | گیلبرت پرت             | فیلم گمشده        |
| ۱۵.   | بزن به چاک                    | ۲۴ فوریه ۱۹۱۸   | گیلبرت پرت             | موجود             |
| ۱۶.   | یک عروسی بنزینی               | ۳ مارس ۱۹۱۸     | آلفرد جی. گلدینگ       | موجود             |
| ۱۷.   | لطفاً دلپذیر باش               | ۱۰ مارس ۱۹۱۸    | آلفرد جی. گلدینگ       | موجود             |
| ۱۸.   | خانم‌ها وارد می‌شوند            | ۱۷ مارس ۱۹۱۸    | فرد فیشبک              | موجود             |
| ۱۹.   | بیا بریم                      | ۲۴ مارس ۱۹۱۸    | آلفرد جی. گلدینگ       | موجود             |
| ۲۰.   | با عجله                       | ۳۱ مارس ۱۹۱۸    | آلفرد جی. گلدینگ       | موجود             |
| ۲۱.   | همرنگ جماعت شو                | ۷ آوریل ۱۹۱۸    | آلفرد جی. گلدینگ       | موجود             |
| ۲۲.   | سبیل‌ها را تاب بده             | ۱۴ آوریل ۱۹۱۸   | آلفرد جی. گلدینگ       | موجود             |
| ۲۳.   | یک زندگی پرهیجان              | ۲۱ آوریل ۱۹۱۸   | گیلبرت پرت             | موجود             |
| ۲۴.   | سلام!                         | ۲۸ آوریل ۱۹۱۸   | گیلبرت پرت             | موجود             |
| ۲۵.   | اخراج‌شده                      | ۵ مه ۱۹۱۸       | آلفرد جی. گلدینگ       | موجود             |
| ۲۶.   | جوانک مهارنشدنی               | ۱۲ مه ۱۹۱۸      | گیلبرت پرت             | موجود             |
| ۲۷.   | گاسی دو لول                   | ۱۹ مه ۱۹۱۸      | آلفرد جی. گلدینگ       | موجود             |
| ۲۸.   | آتش‌نشان فرزند مرا نجات بده    | ۲۶ مه ۱۹۱۸      | آلفرد جی. گلدینگ       | موجود             |
| ۲۹.   | رند شهری                      | ۲ ژوئن ۱۹۱۸     | گیلبرت پرت             | موجود             |
| ۳۰.   | بگیرش، گردن‌کلفت!              | ۸ ژوئن ۱۹۱۸     | گیلبرت پرت             | فیلم گمشده        |
| ۳۱.   | جایی در ترکیه                 | ۱۶ ژوئن ۱۹۱۸    | آلفرد جی. گلدینگ       | موجود             |
| ۳۲.   | آیا کلاهبرداران دغل‌کار هستند؟ | ۲۳ ژوئن ۱۹۱۸    | گیلبرت پرت             | موجود             |
| ۳۳.   | یک عاشقانه اوزارک             | ۷ ژوئیه ۱۹۱۸    | آلفرد جی. گلدینگ       | موجود             |
| ۳۴.   | بیرون کردن میکروب‌ها از آلمان  | ۲۱ ژوئیه ۱۹۱۸   | آلفرد جی. گلدینگ       | موجود             |
| ۳۵.   | خودشه                         | ۴ اوت ۱۹۱۸      | گیلبرت پرت             | موجود             |
| ۳۶.   | عروس و دلتنگی                 | ۱۸ اوت ۱۹۱۸     | آلفرد جی. گلدینگ       | فیلم گمشده        |
| ۳۷.   | دو نفر در جنب و جوش           | ۱ سپتامبر ۱۹۱۸  | گیلبرت پرت             | فیلم گمشده        |
| ۳۸.   | مشغله ذهنی                    | ۱۵ سپتامبر ۱۹۱۸ | گیلبرت پرت             | فیلم گمشده        |
| ۳۹.   | با همرقص‌هایت سوئینگ برقص      | ۲۹ سپتامبر ۱۹۱۸ | آلفرد جی. گلدینگ       | موجود             |
| ۴۰.   | چرا منو انتخاب کردی؟          | ۱۸ اکتبر ۱۹۱۸   | گیلبرت پرت             | موجود             |
| ۴۱.   | هیچ‌چیز جز دردسر               | ۲۷ اکتبر ۱۹۱۸   | آلفرد جی. گلدینگ       | موجود             |
| ۴۲.   | غوغای آنان را بشنو            | ۱۰ نوامبر ۱۹۱۸  | گیلبرت پرت             | موجود             |
| ۴۳.   | بخت خود را بیازما             | ۲۴ نوامبر ۱۹۱۸  | آلفرد جی. گلدینگ       | موجود             |
| ۴۴.   | او ندارد مرا دوست             | ۲۹ دسامبر ۱۹۱۸  | آلفرد جی. گلدینگ       | موجود             |

### ۱۹۱۹
| شماره | نام فیلم                   | تاریخ انتشار    | کارگردان                  | وضعیت موجودی فیلم |
| ----- | -------------------------- | --------------- | ------------------------- | ----------------- |
| ۴۵.   | تحت تعقیب – ۵٬۰۰۰ دلار     | ۱۲ ژانویه ۱۹۱۹  | گیلبرت پرت                | فیلم گمشده        |
| ۴۶.   | دیگر موجود نیست!           | ۲۶ ژانویه ۱۹۱۹  | گیلبرت پرت                | موجود             |
| ۴۷.   | از پدر بپرس                | ۹ فوریه ۱۹۱۹    | هال روچ                   | موجود             |
| ۴۸.   | در آتش                     | ۲۳ فوریه ۱۹۱۹   | آلفرد جی. گلدینگ          | موجود             |
| ۴۹.   | دارم میام                  | ۹ مارس ۱۹۱۹     | آلفرد جی. گلدینگ          | موجود             |
| ۵۰.   | مراقب باشید، داریم می‌افتیم | ۱۶ مارس ۱۹۱۹    | هال روچ                   | موجود             |
| ۵۱.   | بی‌عرضه وظیفه‌شناس           | ۲۳ مارس ۱۹۱۹    | آلفرد جی. گلدینگ          | موجود             |
| ۵۲.   | ردیف بعدی                  | ۳۰ مارس ۱۹۱۹    | آلفرد جی. گلدینگ          | موجود             |
| ۵۳.   | یک سرباز وظیفه در سیبری    | ۶ آوریل ۱۹۱۹    | هال روچ                   | موجود             |
| ۵۴.   | تازه‌وارد                   | ۱۳ آوریل ۱۹۱۹   | هال روچ                   | موجود             |
| ۵۵.   | کفش‌هاتو دربیار             | ۲۰ آوریل ۱۹۱۹   | آلفرد جی. گلدینگ          | موجود             |
| ۵۶.   | پرده را بالا بزن           | ۲۷ آوریل ۱۹۱۹   | آلفرد جی. گلدینگ          | موجود             |
| ۵۷.   | آقای جاز جوان              | ۴ مه ۱۹۱۹       | هال روچ                   | موجود             |
| ۵۸.   | بله، آقا                   | ۱۱ مه ۱۹۱۹      | آلفرد جی. گلدینگ          | فیلم گمشده        |
| ۵۹.   | پیش از صبحانه              | ۱۸ مه ۱۹۱۹      | هال روچ                   | موجود             |
| ۶۰.   | ماراتن                     | ۲۵ مه ۱۹۱۹      | آلفرد جی. گلدینگ          | موجود             |
| ۶۱.   | بازگشت به جنگل             | ۱ ژوئن ۱۹۱۹     | هال روچ                   | موجود             |
| ۶۲.   | تپانچه‌هایی برای صبحانه     | ۸ ژوئن ۱۹۱۹     | آلفرد جی. گلدینگ          | موجود             |
| ۶۳.   | دزد را بزن                 | ۱۳ ژوئن ۱۹۱۹    | هال روچ                   | موجود             |
| ۶۴.   | بیرون تراموا               | ۲۲ ژوئن ۱۹۱۹    | آلفرد جی. گلدینگ          | موجود             |
| ۶۵.   | تب بهاری                   | ۲۹ ژوئن ۱۹۱۹    | هال روچ فرانک تری         | موجود             |
| ۶۶.   | جناب آقای بیلی بلیزس       | ۶ ژوئیه ۱۹۱۹    | هال روچ                   | موجود             |
| ۶۷.   | فقط همسایه و بس            | ۱۳ ژوئیه ۱۹۱۹   | هارولد لوید فرانک تری     | موجود             |
| ۶۸.   | در سالن نمایش قدیمی        | ۲۰ ژوئیه ۱۹۱۹   | هال روچ                   | موجود             |
| ۶۹.   | هرگز به من دست نزد         | ۲۷ ژوئیه ۱۹۱۹   | آلفرد جی. گلدینگ          | موجود             |
| ۷۰.   | یک ماه عسل پرجنب‌وجوش       | ۳ اوت ۱۹۱۹      | هال روچ                   | موجود             |
| ۷۱.   | باقی پولت را بشمار         | ۱۰ اوت ۱۹۱۹     | آلفرد جی. گلدینگ          | موجود             |
| ۷۲.   | چاپ سویی اند کو            | ۱۷ اوت ۱۹۱۹     | آلفرد جی. گلدینگ          | موجود             |
| ۷۳.   | رئیس بزرگ سرخپوستان        | ۲۴ اوت ۱۹۱۹     | آلفرد جی. گلدینگ          | موجود             |
| ۷۴.   | هل نده                     | ۳۱ اوت ۱۹۱۹     | آلفرد جی. گلدینگ          | موجود             |
| ۷۵.   | همسرم باش                  | ۷ سپتامبر ۱۹۱۹  | هال روچ                   | موجود             |
| ۷۶.   | شاهزاده                    | ۱۴ سپتامبر ۱۹۱۹ | هال روچ                   | فیلم گمشده        |
| ۷۷.   | حکمران و پیروانش           | ۲۱ سپتامبر ۱۹۱۹ | هال روچ وینسنت پی. برایان | فیلم گمشده        |
| ۷۸.   | پول کاغذی                  | ۲۸ سپتامبر ۱۹۱۹ | هال روچ وینسنت پی. برایان | فیلم گمشده        |
| ۷۹.   | رأی‌ها را بشمارید           | ۵ اکتبر ۱۹۱۹    | هال روچ                   | فیلم گمشده        |
| ۸۰.   | دین خود را ادا کن          | ۱۲ اکتبر ۱۹۱۹   | هال روچ وینسنت پی. برایان | موجود             |
| ۸۱.   | تنها پدرش                  | ۱۹ اکتبر ۱۹۱۹   | هال روچ فرانک تری         | فیلم گمشده        |

## پرسوناژ «عینکی» (جوانک عینکی): فیلم‌های کوتاه دو یا سه حلقه‌ای
از این تاریخ به بعد، تمام فیلم‌های لوید در آرشیو موجود است.

### ۱۹۱۹
| شماره | نام فیلم         | تاریخ انتشار   | طول نگاتیو | کارگردان         | نوع شخصیت         | بازیگر زن نقش اصلی |
| ----- | ---------------- | -------------- | ---------- | ---------------- | ----------------- | ------------------ |
| ۱.    | دردسر برادوی     | ۲ نوامبر ۱۹۱۹  | ۲۳۰۰ فوت   | هال روچ          | نمایشنامه‌نویس     | ببه دنیلز          |
| ۲.    | بچه‌های ناخدا کید | ۳۰ نوامبر ۱۹۱۹ | ۲۰۰۰ فوت   | هال روچ          | جوانک مجرد پولدار | ببه دنیلز          |
| ۳.    | دست به دهان      | ۲۸ دسامبر ۱۹۱۹ | ۲۲۰۰ فوت   | آلفرد جی. گلدینگ | جوان بی‌پول        | میلدرد دیویس       |

### ۱۹۲۰
| شماره | نام فیلم             | تاریخ انتشار    | طول نگاتیو | کارگردان                 | نوع شخصیت       | بازیگر زن نقش اصلی |
| ----- | -------------------- | --------------- | ---------- | ------------------------ | --------------- | ------------------ |
| ۴.    | جناب اعلیحضرت حقه‌باز | ۸ فوریه ۱۹۲۰    | ۲۷۰۰ فوت   | هال روچ                  | کتاب‌فروش        | میلدرد دیویس       |
| ۵.    | ارواح جن‌زده          | ۲۱ مارس ۱۹۲۰    | ۲۵۰۰ فوت   | هال روچ آلفرد جی. گلدینگ | خواستگار ناموفق | میلدرد دیویس       |
| ۶.    | یک وسترن شرقی        | ۲ مه ۱۹۲۰       | ۲۰۰۰ فوت   | هال روچ                  | نیویورکی پول‌دار | میلدرد دیویس       |
| ۷.    | ارتفاع و سرگیجه      | ۱۱ ژوئیه ۱۹۲۰   | ۲۶۰۰ فوت   | هال روچ                  | پزشک            | میلدرد دیویس       |
| ۸.    | پیاده شو و درستش کن  | ۱۲ سپتامبر ۱۹۲۰ | ۲۵۰۰ فوت   | هال روچ                  | مالک            | میلدرد دیویس       |
| ۹.    | شماره تلفن، لطفاً؟    | ۲۶ دسامبر ۱۹۲۰  | ۲۳۰۰ فوت   | هال روچ فرد سی. نیومیر   | مرد جوان تنها   | میلدرد دیویس       |

### ۱۹۲۱
| شماره | نام فیلم               | تاریخ انتشار    | طول نگاتیو | کارگردان               | نوع شخصیت          | بازیگر زن نقش اصلی |
| ----- | ---------------------- | --------------- | ---------- | ---------------------- | ------------------ | ------------------ |
| ۱۰.   | یا همین حالا یا هیچ‌وقت | ۵ مه ۱۹۲۱       | ۳۶۰۰ فوت   | هال روچ فرد سی. نیومیر | محبوب دوران کودکی  | میلدرد دیویس       |
| ۱۱.   | در میان حاضران         | ۳ ژوئیه ۱۹۲۱    | ۳۵۰۰ فوت   | فرد سی. نیومیر         | مرد جوان بلندپرواز | میلدرد دیویس       |
| ۱۲.   | قبول می‌کنم             | ۱۱ سپتامبر ۱۹۲۱ | ۲۶۰۰ فوت   | فرد سی. نیومیر         | پرستار بچه         | میلدرد دیویس       |
| ۱۳.   | هرگز سست نشو           | ۲۲ اکتبر ۱۹۲۱   | ۲۹۰۰ فوت   | فرد سی. نیومیر         | سرمایه‌دار          | میلدرد دیویس       |

### فیلم‌های کوتاه بعدی
تلفات جنگ! (۱۹۲۳) یک فیلم کمدی از دارودسته ما که همزمان با فیلم نگرانی چرا؟ ساخته شد و هارولد لوید خودش در آن نقش‌آفرینی نمود.

## فیلم‌های بلند
لوید در مجموع در ۱۸ فیلم بلند سینمایی بازی کرد که شامل ۱۱ فیلم صامت و ۷ فیلم ناطق بود. لوید همچنین برخی سکانس‌ها و فیلم‌های کمدی خود را در تدوینی مجدد به صورت ۲ فیلم بلند تلفیقی و گلچین منتشر کرد.

### فیلم‌های بلند صامت
| شماره | نام فیلم                     | تاریخ انتشار                                                              | طول نگاتیو | کارگردان                                                                                              | نام شخصیت                          | نوع شخصیت                     | بازیگر زن نقش اصلی | خلاصه داستان |
| ----- | ---------------------------- | ------------------------------------------------------------------------- | ---------- | --- | ---------------------------------- | ----------------------------- | ------------------ | --- |
| ۱     | مردی که دریانورد شد          | ۲۵ دسامبر ۱۹۲۱                                                            | ۳۸۴۶ فوت   | فرد سی. نیومیر                                                                                        | جوانک                              | بیکار ثروتمند                 | میلدرد دیویس       | باید لیاقتش را جهت خواستگاری یک دختر ثابت کند، به نیروی دریایی می‌پیوندد، دختر را از چنگال یک مهاراجه در یک شهر خاورمیانه نجات می‌دهد. آشفته و پرشتاب، همانند سایر فیلم‌های کوتاه اولیه.                                               |
| ۲     | پسر مامان‌بزرگ                | ۳ سپتامبر ۱۹۲۲                                                            | ۴۸۴۱ فوت   | فرد سی. نیومیر                                                                                        | جوانک (سانی / هارولد)              | پسر روستایی مهربان پدربزرگ    | میلدرد دیویس       | پسر روستایی ترسو با طلسمی جادویی شجاعت می‌یابد. فلاش‌بک به جنگ داخلی آمریکا؛ دارای شخصیت‌پردازی ظریف. فیلم مورد علاقهٔ هارولد لوید. |
| ۳     | دکتر جک                      | ۲۳ نوامبر ۱۹۲۲                                                            | ۴۷۰۰ فوت   | فرد سی. نیومیر                                                                                        | دکتر جکسون (جک)                    | یک پزشک موفق در منطقه روستایی | میلدرد دیویس       | یک پزشک روستایی در مناطق دورافتاده از عقل سلیم برای درمان بیماران بهره می‌گیرد. |
| ۴     | ایمنی آخر از همه!            | ۱ آوریل ۱۹۲۳                                                              | ۶۳۰۰ فوت   | فرد سی. نیومیر سام تیلور                                                                              | هارولد لوید                        | شخصیت زرنگ و ساعی             | میلدرد دیویس       | یک پسر روستایی برای آینده بهتر به شهر می‌رود و در نهایت برای شیرین‌کاری از ساختمان بالا می‌رود. یک کمدی هیجان انگیز جسورانه و بسیار دیدنی. آخرین فیلم با میلدرد دیویس که با او ازدواج کرد.                                             |
| ۵     | نگرانی چرا؟                  | ۱۶ سپتامبر ۱۹۲۳                                                           | ۵۵۰۰ فوت   | فرد سی. نیومیر سام تیلور                                                                              | هارولد ون پلهام                    | بیماری‌هراسِ ثروتمند            | جوبینا رالستون     | یک فرد ثروتمند مبتلا به بیماری‌هراسی برای استراحت به آمریکای جنوبی می‌رود، اما در آنجا در میانهٔ یک انقلاب گیر می‌افتد. فیلمی بسیار خنده‌دار بابت تعدادی فراوانی شوخی و طنز. آخرین فیلم هارولد لوید تهیه‌شده توسط هال روچ.                |
| ۶     | خجالتی                       | ۲۸ مارس ۱۹۲۴                                                              | ۷۴۵۷ فوت   | فرد سی. نیومیر سام تیلور                                                                              | پسرک دیوانه (هارولد میدوز)         | شای دریمر                     | جوبینا رالستون     | یک جوان لکنتی خجالتی، کتابی در مورد عشق‌ورزی می‌نویسد. او باید دختری را از یک ازدواج اشتباه نجات داد. تعقیب و گریز در پایان. |
| ۷     | مخمصه                        | ۲۶ اکتبر ۱۹۲۴                                                             | ۴۸۹۹ فوت   | فرد سی. نیومیر سام تیلور                                                                              | هابی                               | شوهر زن‌ذلیل                   | جوبینا رالستون     | کمدی موقعیت خانوادگی؛ اپیزودیک؛ بوقلمون زنده روی چرخ دستی، ماشین سواری دیوانه‌وار، سکانس پایانی در خانه خالی از سکنه و جن‌زده. |
| ۸     | هارولد لوید به دانشگاه می‌رود | ۳۰ سپتامبر ۱۹۲۵                                                           | ۶۸۸۳ فوت   | فرد سی. نیومیر سام تیلور                                                                              | هارولد لم                          | دانشجوی زبر و زرنگ            | جوبینا رالستون     | دانشجویی که محبوب‌شدن در دانشکده برایش مهم است، سعی می‌کند "مرد بزرگ دانشگاه" باشد. در نهایت برنده بازی بزرگ فوتبال شده و دختر مورد علاقه‌اش را از آنِ خود می‌کند. بهترین طنز موضوعی.                                                    |
| ۹     | محض رضای خدا                 | ۵ آوریل ۱۹۲۶                                                              | ۵۳۵۶ فوت   | سام تیلور                                                                                             | جوانک بالاشهری (جی. هارولد مانورز) | میلیونر خوش‌مشرب               | جوبینا رالستون     | مرد ثروتمندی که به زاغه‌نشینان کمک می‌کند. باید عده‌ای آدم مست را به موقع به یک مهمانی عروسی برساند. |
| ۱۰    | برادر کوچک                   | ۱۷ ژانویه ۱۹۲۷                                                            | ۷۶۵۴ فوت   | تد وایلد جی. اِی. هاو لوئیس مایلستون (نامش در عنوان‌بندی نیامده) هارولد لوید (نامش در عنوان‌بندی نیامده) | هارولد هیکوری                      | پسر روستایی خجالتی            | جوبینا رالستون     | پسر کلانتر باید مردانگی خود را ثابت کند. کلاهبردار را دستگیر می‌کند، پول دزدیده شده را پس می‌گیرد، دختر مورد علاقه‌اش را از آنِ خود می‌کند. ترکیبی از تمام عناصر کلیدی هارولد لوید.                                                      |
| ۱۱    | اسپیدی                       | ۷ آوریل ۱۹۲۸ (نسخهٔ صامت) ۱۵ دسامبر ۱۹۲۸ (چندین سکانس با دیالوگ افزوده شد) | ۷۷۷۶ فوت   | تد وایلد (نسخهٔ صامت) کلاید براکمن (نسخهٔ صدادار)                                                       | هارولد "اسپیدی" سوئیفت             | بچه شهری بی‌خیال               | اَن کریستی          | پسر شهرستانی دیوانهٔ بیسبال که نمی‌تواند شغل خود را حفظ کند، وی برنامه‌های اوباش محل را برای برهم زدن کسب و کار یک پیرمرد برهم می‌زند. لوکیشن در نیویورک؛ با هنرنمایی بیب روث؛ تعقیب و گزیر عالی. تنها فیلم بلند نیمه ناطق هارولد لوید. |

### فیلم‌های بلند صدادار
| شماره | نام فیلم                              | تاریخ انتشار    | طول نگاتیو          | کارگردان                     | نام شخصیت         | نوع شخصیت                             | بازیگر زن نقش اصلی              | خلاصه داستان |
| ----- | ------------------------------------- | --------------- | ------------------- | ---------------------------- | ----------------- | ------------------------------------- | ------------------------------- | --- |
| ۱     | استقبال از خطر                        | ۱۲ اکتبر ۱۹۲۹   | ۱۰۲۹۷ فوت ۱۱۵ دقیقه | مالکوم سنت کلیر کلاید براکمن | هارولد بلدسو      | کارآگاه سخت‌کوش                        | باربارا کنت                     | یک متخصص گیاه‌شناسی که کارآگاه شده‌است، نقشه‌های شوم چینی‌ها در سان فرانسیسکو را برملا و خنثی می‌کند. نخستین فیلم بلند ناطق هارولد لوید.             |
| ۲     | پاها به جلو                           | ۸ نوامبر ۱۹۳۰   | ۸۱۳۰ فوت ۹۰ دقیقه   | کلاید براکمن                 | هارولد هورن       | دست‌وپا چلفتی بلندپرواز                | باربارا کنت                     | یک فروشنده کفش که وانمود می‌کند تاجر موفقی است. وقوع لحظات کمدی در قایق؛ صعود هیجان انگیز از یک ساختمان بلند در پایان فیلم. فیلمی اپیزودیک است.  |
| ۳     | دیوانه سینما                          | ۲۳ سپتامبر ۱۹۳۲ | ۸۸۵۲ فوت ۹۸ دقیقه   | کلاید براکمن                 | هارولد هال        | دست‌وپا چلفتی و فروتن                  | کنستانس کامینگز                 | جوانک سعی می‌کند در هالیوود موفق باشد. دارای چندین صحنهٔ خنده‌دار و اکشن؛ علائق پیچیده عشقی.                                                       |
| ۴     | پنجه گربه                             | ۷ اوت ۱۹۳۴      | ۹۱۵۷ فوت ۱۰۲ دقیقه  | سَـم تیلور                    | ازیکیل کاب        | مبلغ مذهبی که به یک اصلاح‌طلب مبدل شده | یونا مرکل گریس بردلی            | یک شهردار که به‌طور اتفاقی انتخاب شده، یک اصلاح‌طلب ساده‌لوح tمتحمل بیشترین آسیب از دستگاه سیاسی می‌شود. صحنه‌آرایی شرقی. فیلم لحن سیاسی عجیبی دارد. |
| ۵     | راه شیری                              | ۲۵ مارس ۱۹۳۶    | ۸۰۱۰ فوت ۸۹ دقیقه   | لئو مک‌کری                    | برلی سالیوان      | شیرفروشی که به مشت‌زن حرفه‌ای مبدل شده  | وری تیسدیل هلن مک دوروتی ویلسون | کمدی کلامی پرشتاب با بهترین بازیگران مکمل. مبارزه‌های از پیش تعیین‌شده و تقلبی که در آن افراد ضعیف را به مسابقات قهرمانی می‌فرستد.                 |
| ۶     | مواظب باش پروفسور                     | ۲۹ ژوئیه ۱۹۳۸   | ۸۵۵۰ فوت ۹۳ دقیقه   | الیوت نیوجنت                 | پروفسور دین لمبرت | پروفسور دست‌وپا چلفتی                  | فیلیس ولش                       | مصرشناس در جستجوی لوح‌های گم‌شده‌است. |
| ۷     | گناه هارولد دیدلباک (عنوان اصلی فیلم) | ۴ آوریل ۱۹۴۷    | ۸۰۱۰ فوت ۸۹ دقیقه   | پرستون استرجیس               | هارولد دیدلباک    | کارمندی که به یک هواخواه مبدل شده     | فرانسیس رامسدن                  | با نوشیدن نخستین جرعه مشروب، مرد تبدیل به شخصیتی غیرقابل پیش‌بینی می‌گردد. هیجانی دیگر در یک ساختمان مرتفع. تدوین مجدد توسط هوارد هیوز            |
| ۷     | چهارشنبهٔ آشفته (عنوان نسخهٔ بازنشر)    | ۲۸ اکتبر ۱۹۵۰   | ۶۹۳۰ فوت ۷۶ دقیقه   | پرستون استرجیس               | هارولد دیدلباک    | کارمندی که به یک هواخواه مبدل شده     | فرانسیس رامسدن                  | با نوشیدن نخستین جرعه مشروب، مرد تبدیل به شخصیتی غیرقابل پیش‌بینی می‌گردد. هیجانی دیگر در یک ساختمان مرتفع. تدوین مجدد توسط هوارد هیوز            |

### فیلم‌های تلفیقی/سکانس‌های گلچین‌شده
| شماره | نام فیلم               | تاریخ انتشار | توضیح |
| ----- | ---------------------- | ------------ | --- |
| ۱     | دنیای کمدی هارولد لوید | ۱۹۶۲         | یک فیلم آنتولوژی از سکانس‌های کمدی، بیشتر از فیلم‌های ایمنی آخر از همه!، هارولد لوید به دانشگاه می‌رود، مخمصه، نگرانی چرا؟، خجالتی، مواظب باش پروفسور، دیوانه سینما و پاها به جلو. |
| ۲     | جنبه خنده‌دار زندگی     | ۱۹۶۳         | مجموعه دیگری که توسط لوید تهیه و تدوین شده‌است. این فیلم به‌طور کلی چندان در ایالات متحده آمریکا توزیع نشد.                                                                       |

### فقط در نقش تهیه‌کنندهٔ فیلم
کمپانی تولید فیلم هارولد لوید تحت عنوان «هالیوود پروداکشنز»، در سال‌های ۱۹۲۷ و ۱۹۲۸، مجموعه‌ای از فیلم‌های کمدی‌های کوتاه با بازی ادوارد اورت هورتون ساخت. او همچنین دو فیلم بلند را تهیه کرد، اما در آنها بازی نکرد.
| شماره | نام فیلم                   | تاریخ انتشار | کارگردان     | ستارگان                                                    |
| ----- | -------------------------- | ------------ | ------------ | ---------------------------------------------------------- |
| ۱     | یک دختر، یک مرد و یک ملوان | ۱۹۴۱         | ریچارد والاس | لوسیل بال، جرج مورفی، ادموند اوبرایان و فرانکلین پاننگبورن |
| ۲     | جاسوس محبوب من             | ۱۹۴۲         | تی گارنت     | کی کایزر، الن درو، جین وایمن و رابرت آرمسترانگ             |